# Wikipedia w języku norweskim (nynorsk)
Wikipedia w języku norweskim (nynorsk) (Nynorsk Wikipedia) – edycja Wikipedii w języku norweskim (nynorsk) założona 31 lipca 2004 roku. 
Wikipedia powstała poprzez wydzielenie się z Wikipedii w języku norweskim (bokmål). Początkowo tamta Wikipedia dopuszczała pisanie artykułów w dowolnym standardzie pisanym języka norweskiego. Pomimo to założono edycję, w której zaczęto używać wyłącznie nynorsk. Ostateczny rozdział dokonał się w 2005 roku, kiedy w pierwotnej edycji zadecydowano o używaniu wyłącznie standardów: bokmål i riksmål. 
Na dzień 4 marca norweska Wikipedia ma ponad 55 000 artykułów i plasuje się w tabeli na 42 miejscu.

## Statystyki
- 20 000: 4 lutego 2007